# NGC 4121
NGC 4121 (również PGC 38508) – galaktyka eliptyczna (E), znajdująca się w gwiazdozbiorze Smoka. Odkrył ją Heinrich Louis d’Arrest 9 września 1866 roku.